# 孙工声
孙工声（1952年—），吉林前郭尔罗斯人，汉族，中华人民共和国政治人物、第十一届全国人民代表大会江苏地区代表。
毕业于江西省委党校产业经济学专业，是中共党员。担任人民银行南京分行行长。2008年起担任全国人大代表。